# کردلر (گرمی)
کردلر روستایی است که در استان اردبیل، شهرستان گرمی، بخش موران، دهستان آزادلو قرار دارد.

## جمعیت
بر اساس سرشماری سال ۱۳۸۵ جمعیت این روستا ۵۱۱ نفر با ۱۰۳ خانوار بوده‌است.